# Казан (река)
Казан (река) (енгл. Kazan River, Harvaqtuuq  ᓴᕐᕙᖅᑑᖅ јаки брзаци и место са великом брзином воде) је река канадског наслеђа која се налази у Нунавуту, Канада. Ден име за реку било је Касба-туе што значи „река беле јаребице”. Име је очигледно промењено у Казан крајем 19. века због утицаја мисионара „реда Марије Безгрешне”. Извориште реке је у северном Саскачевану код језера Касба, и тече на север око 1.000 km (620 mi) пре него што се улива у језеро Бејкер (64° 09′ 00″ N 95° 30′ 00″ W / 64.15000° С; 95.50000° З) , на супротној страни ушћа реке Телон. Дуж свог тока река тече кроз неколико језера, укључујући језеро Енадај и језеро Јаткјед, преко водопада Казан (25 m (82 ft)), низ клисуру од црвеног пешчара и кроз бореалну шуму и тундру. То је последњи део реке, испод језера Енадај, који је изнад линије дрвета и означен је за реку канадског наслеђа.

## Фауна и флора
Иако се многе врсте дивљих животиња могу посматрати дуж реке, најпознатије су карибуи (стада Каманирјуак и Беверли). Преко 300.000 карибуа мигрира кроз ову област и каже се да је то највећа миграција било које копнене животиње. Остале дивље животиње које се могу посматрати у овој области су мошус, ждеравац, сиви соко и многе врсте риба.

## Историја
Обиље дивљих животиња дуж и близу реке привлачило је и Карибу Инуите и Чипевиан Сајиси Дене око 5.000 година. Првобитно, Карибу Инуити нису живели у том подручју, али су се враћали на обалу где су проводили зиму. У 18. веку, Дене су користили ову област и Карибу Инуити, посебно Харвактурмиут („народ Харвактук”) и Ихалмиут групе, почели су да живе дуж реке током целе године. Остаци кампова Ихалмиут и кампова Дене могу се наћи дуж реке. Иако Инуити данас више не живе дуж реке, они и даље путују њом у лов и пецање.
Први Европљанин који је посетио ову област био је Семјуел Херн 1770. на језеру Јаткид. Међутим, река није мапирана све док је није посетио канадски геолог и картограф Џозеф Тирел 1894. Истраживач Кнуд Расмусен је такође посетио ову област 1921–1924 током Пете експедиције Туле.

## Рекреација
Река је такође постала популарна дестинација за кајакаше и кануисте.